# Sleme Skradsko
Sleme Skradsko je naselje u Hrvatskoj u sastavu općine Skrada. Nalazi se u Primorsko-goranskoj županiji.

## Zemljopis
Sjeveroistočno je Žrnovac, jugoistočno su Gornja Dobra, Brezje Dobransko i Pećišće, jugozapadno su Tusti Vrh, Planina Skradska, Malo Selce i Skrad.

## Stanovništvo
| broj stanovnika | 47    | 48    | 57    | 53    | 55    | 60    | 66    | 80    | 59    | 43    | 36    | 21    | 17    | 9     | 7     | 2     | 1     |
|                 | 1857. | 1869. | 1880. | 1890. | 1900. | 1910. | 1921. | 1931. | 1948. | 1953. | 1961. | 1971. | 1981. | 1991. | 2001. | 2011. | 2021. |